# 龔裕
龔裕，字惇夫、寬甫，號月舫，江蘇省淮安府清河縣（今江蘇省清江市）人，清朝政治人物、進士出身。

## 生平
嘉慶二十二年（1817年），登進士二甲七名，改庶吉士。嘉慶二十四年，任四川忠州墊江縣知縣。道光七年，任安徽桐城縣知縣，署理安徽宣城縣知縣、安徽亳州知州、直隸通永道。道光二十六年，任直隸清河道。道光二十七年，任直隸按察使。道光二十八年，任甘肅布政使。次年改直隸布政使、山西巡撫、湖北巡撫。道光三十年，署理湖廣總督。